# Гура Фађетулуј (Бузау)
Гура Фађетулуј (рум. Gura Făgetului) насеље је у Румунији у округу Бузау у општини Топличени. Oпштина се налази на надморској висини од 240 m.

## Становништво
Према подацима из 2002. године у насељу је живело 125 становника, од којих су сви румунске националности.